# David Sassoli
David Maria Sassoli (n. 30 mai 1956, Florența, Italia – d. 11 ianuarie 2022, Aviano, Friuli-Veneția Giulia, Italia) a fost un politician social-democrat italian, reprezentant al Partito Democratico. A fost membru al Parlamentului European din 2009.
În data de 3 iulie 2019 a fost ales în funcția de președinte al Parlamentului European, cu voturile europarlamentarilor social-democrați și conservatori. A rămas în această funcție până la moartea sa, la 11 ianuarie 2022. Înțelegerea dintre cele două grupuri parlamentare este ca la jumătatea legislaturii să fie ales un nou președinte al PE, desemnat de grupul conservator.